# Жеребко Олександр Петрович
Олександр Петрович Жеребко (нар. 4 грудня 1984, м. Київ) — український та російський режисер, актор, телеведучий та науковець. Лауреат премії «Celebrity Awards 2020» в номінації «Молодий діяч мистецтв».

## Життєпис
Був головним режисером румунського телеканалу «TVR». Неодноразово займався режисурою Євробачення. На його режисерському рахунку також рекламні ролики, музичні кліпи та різноманітні телевізійні проєкти. Був телеведучим музичного хіт-параду на українсько-нідерландському телеканалі «SMASH!TV». Займався театральною діяльністю як концертний директор (одна з акторок його театральної трупи — Альона Магдален, солістка гурту «Пающіє труси»).
Олександр Петрович Жеребко — автор наукових публікацій, присвячених дослідженню широкого спектра проблем історії та теорії українського кіномистецтва та телебачення. Основні творчі й наукові інтереси Олександра Жеребка — кіномистецтво, телебачення та музика.
Випускник «Голлівудської кіношколи» (США); Інституту телебачення, кіно та театру, Київського міжнародного університету (Україна) та Римського університету «La Sapienza» (Італія).

### Сім'я
Мама — Марія Михайлівна Жеребко.
Дядько — актор театру та кіно Михайло Ігнатов.

## Цікаві факти
- Зіграв роль серійного вбивці Павла Шувалова у фільмі «Маніяк, якого не могло бути».
- Має безпосереднє відношення до комедійного проекту «Чоткий Паца».[34][35][36][37][38][39][40]
- Фільм «Битва за „Жовтень“», в якому Жеребко зіграв головну роль — став фіналістом програми «My Street Films» Міжнародного фестивалю кіно та урбаністики «86» в 2015 році.[41]
- Племінниця Жеребка озвучила роль у мультфільмі «Кіт у чоботях».[42]
- Став обличчям мережі маркетів «Коло».[43][44][45][9]
- Мав роман з косовсько-албанською співачкою Ліндітою.[46]
- Зіграв роль завуча в пародії на кліп Кіркорова «Колір настрою синій» (рос. «Цвет настроения синий»). При цьому кліп-пародія «Сьодні ми будем сині» посів перші позиції в розділі «У тренді» на YouTube.[47]
- Став лауреатом Національного рейтингу «Топ-100 видатних чоловіків Київщини» та увійшов у «ТОП-100 Видатних чоловіків Київщини», отримавши диплом «Гордість Київщини».[48]
- Олександр Жеребко — учень Вадима Львовича Чубасова та Марка В. Тревіса. Також викладачами Олександра були: Володимир Григорович Горпенко, Микола Іванович Слободян, Ігор Маркович Недужко, Віктор Миколайович Лукаш, Микола Іванович Єдомаха, Тетяна Василівна Цимбал, Ірина Костянтинівна Дніпренко, Сергій Данилович Безклубенко та інші.[34]

## Театральні роботи
- «Пригода ведмедиків панда, яку розповів один саксофоніст, котрий мав подружку у Франкфурті»
- «За двома зайцями»
- «Її величність Аои»
- «Ювілей»
- «Лісова пісня»

## Вибрана фільмографія

### Актор
| - Дрон (2024) - Порно, я кохаю тебе (2022) - Провінціал (2021) - Ти до мене прийшла не із казки чи сну (2020) - Королі палат (2019) - Виходьте без дзвінка (2018) - Кохання під мікроскопом (2018) - Історія одного злочину (2017) - Ніч у музеї (2016) - Речдок (2016) - Співачка (2016) - Брикси (2016) - Агенти справедливості (2016) - Не зарікайся (2016) - Піца (2016) - Відділ 44 (2015) - Клан ювелірів (2015) - Битва за «Жовтень» (2015) - Реальна містика (2015) | - Повернення Лялі (2014) - Красуня Ляля (2014) - Склад злочину (2014) - Повернення Мухтара (2013) - Справа для двох (2012) - Таксі (2011) - Легенди карного розшуку (2010) - Боксери віддають перевагу блондинкам (2010) - Віра. Надія. Любов (2010) - Єфросинія (2010) - Сімейні мелодрами (2010) - Сімейний суд (2009) - Чужі помилки (2009) - 1941 (2009) - У пошуках істини (2007) |

### Режисер
- «Ти до мене прийшла не із казки чи сну» (2020);
- «Автовідповідач» (2008)

## Нагороди
- Bardak Film Fest — Special Award «За внесок в кіно-, телевізійне мистецтво»; «За вдале втілення образу „Український Містер Бін“ на екрані».[49]
- Лауреат Національного рейтингу «Топ-100 видатних чоловіків Київщини»; Диплом «Гордість Київщини» «За значні досягнення в професійній кар'єрі та громадській діяльності, етичність та благородство, щиру дружбу та ефективну співпрацю, як гідний приклад суспільству з Великої Літери!».[48]
- Лауреат премії «Celebrity Awards 2020» в номінації «Молодий діяч мистецтв».[4][5]